# Якубьоґамі
Якубьоґа́мі (яп. 疫病神、やくびょうがみ) — японське синтоїстське божество чуми і епідемій. Існує повір'я, що не можна вимовляти його ім'я у переповненій кімнаті, щоб не накликати біди.